# René Tribout
Pour les articles homonymes, voir Tribout (homonymie).
René Tribout, né le 5 juillet 1905 à Vatimont (district de Lorraine) et mort le 8 février 1976 à Kremlin-Bicêtre (Val-de-Marne), était le chef militaire des FFI de Moselle,.
La résistance des Forces Françaises de l'Intérieur à Metz durant la Seconde Guerre mondiale s'exerça du 17 juin 1940 au 22 novembre 1944 dans un département français annexé à l'Allemagne.

## Biographie
Il est incorporé au 1er régiment d'infanterie le 13 novembre 1925 et devient le 15 novembre 1926 Sous-lieutenant (Peloton des élèves officiers de réserve de Saint-Cyr) puis le 28 septembre 1931 Lieutenant.
Croix des Services Militaires Volontaires (1934), il est d'abord instituteur à Teting-sur-Nied (Moselle) avant de réussir le concours de l'Inspection du travail et de prendre ses fonctions à Metz.
Sa connaissance de l'allemand lui a permis de lire Mein Kampf d'Adolf Hitler en version originale.
Officier de liaison de la Division d'Infanterie  puis commandant de compagnie au 146 ERIF (1939), en juin 1940, il est inscrit sur la liste d'aptitude pour le grade de Capitaine.
Prisonnier de guerre (20 juin 1940), il est libéré comme lorrain en septembre.
Son domicile (rue du Roi Albert), proche du Fort de Queuleu, l'incite à collaborer à l'évasion de prisonniers français et à ravitailler clandestinement en 1940 et 1941 des prisonniers français et serbes au Fort. 

### Organisation de la résistance messine (1941-1944)
Sa qualité d'inspecteur du travail lui permet de se déplacer assez facilement dans le département ; cela lui permet d'organiser : 
- un service de renseignements (capitaine Leroy) en liaison avec Londres ;
- des groupements de résistance dans les principaux centres du département de la Moselle : Metz, Sarrebourg, Sarreguemines, Forbach ;
- des réunions avec les chefs de brigade FFI qui ont souvent lieu dans son bureau de l'Inspection du Travail, rue Paul Michaux à Metz.

De 85 FFI Messins au 1er janvier 1943, il sera fait état par le Colonel Grandval de 5 à 6 000 hommes adhérents à la résistance sous l'autorité de René Tribout avant les déportations de juillet à septembre 1944.
L'absence d'armes et de munitions (Londres ne souhaitant pas effectuer de parachutages dans un territoire totalement annexé à l'Allemagne) réduira de fait la résistance lorraine à des actions de renseignement pour cibler des bombardements alliés et à quelques actions d'éclat isolés.
René Tribout est activement recherché par la Gestapo à partir de juin 1944, au même titre que la plupart des chefs de brigade et leurs familles. La femme de Jean Costa fut arrêtée et déportée en Allemagne. La femme de Guillaume Eisenkopf fut interrogée et la Gestapo fit pression sur elle pour qu'elle demande le divorce. La femme et les enfants de René Tribout échappèrent de peu à une arrestation après s'être cachés dans leur grenier.

### Vers la Libération de Metz (15 juillet au 22 novembre 1944)
Alfred Krieger, appelé alors commandant Gregor, est désigné le 15 juillet 1944 comme responsable des FFI du département de Moselle par Gilbert Grandval, chef des FFI de la Région C (regroupant 8 départements de l'Est de la France). Alfred Krieger confirme René Tribout en tant qu'adjoint militaire responsable des neuf brigades de FFI depuis le 15 janvier 1943.
Le 30 août 1944, Pierre Wolff informe René Tribout à son domicile de Queuleu du départ des troupes et des autorités allemandes, et de la nécessité d'éviter la destruction des ponts.
Le 1er septembre 1944 a lieu une attaque d'un nid de mitrailleuse proche du Café Bellevue puis le 2 septembre 1944, Jean Wieczorek, FFI, est arrêté en août en essayant de s'emparer d'un dépôt d'armes, est abattu par les allemands.
La BBC de Londres diffuse le message : « Charlemagne viendra vous rendre visite demain. Gardez les ponts » le 11 novembre 1944. Le 16 novembre, René Tribout est blessé en attaquant un nid de résistance sur la route de Magny puis il l'est de nouveau le 19 novembre 1944 au cours d'une reconnaissance vers la préfecture de Metz.
Du 19 au 21 novembre 1944, huit FFI sont tués au cours des combats autour de la Préfecture et des ponts : Armand Bremm, Alvisse Buchler, Georges Adrien, Jean Hoersen, Raymond Koerber, Antoine Kreischer, Gustave Leininger et Alfred Wojtecki.
Le général de Gaulle félicite le commandant René Tribout à Metz le 11 février 1945.
Sur 1 218 FFI Messins recensés au 1er juillet 1944, 255 seront homologués selon le label du décret du 27 janvier 1951.

## Distinctions
- Croix des services militaires volontaires